# محمد مصطفى بدوي
محمد مصطفى بدوي (1343هـ / 1925م - 1433هـ / 2012م) أديب وأستاذ جامعي مصري بريطاني تخرج في كلية الآداب من جامعة الإسكندرية سنة 1365هـ الموافقة لسنة 1946م، ثم حصل على درجة الدكتوراه من جامعة لندن سنة 1373هـ الموافقة لسنة 1954م، وقد عمل في مجال التدريس الجامعي في جامعة أكسفورد البريطانية منذ سنة 1385هـ الموافقة لسنة 1964م حتى تقاعده سنة 1412هـ الموافقة لسنة 1992م. حصل على جائزة الملك فيصل العالمية في اللغة العربية والأدب سنة 1412هـ الموافقة لسنة 1992م بالاشتراك مع كل من شكري محمد عياد ومحمد يوسف نجم.

## المؤلفات

### كتب
- قضية الحداثة، دار الكتب الحديثة
- كولردج، دار المعارف بمصر، 1988
- الدراما العربية المبكرة، المركز القومي للترجمة، 2013
- المسرح العربي الحديث في مصر، المركز القومي للترجمة، 2016